# Hunyady József (író)
Hunyady József (Pécs, 1921. április 14. – Budapest, 1983. december 4.) magyar író, újságíró, publicista.

## Élete
A pécsi jezsuita gimnáziumban tanult, ahonnan elbocsátották, mivel Ady Endre verseiért lelkesedett. Ezután 1941-42-ben Badacsonytomajban kántortanítóként dolgozott, majd harcolt a második világháborúban 1943-45-ben, és hadifogságba került. 1945-46-ban a Nemzeti Parasztpártnak (NPP) volt a pécsi titkára. Várkonyi Nándorral együtt a Sorsunk című lapnak a prózai és kritikai rovatát vezette, majd 1947-48-ban a pécsi szabadművelési hivatalban mint főfelügyelő tevékenykedett. 1948-tól 1955-ig a Magyar Nemzetnél dolgozott, 1956-tól 1960-ig dramaturg volt az Állami Déryné Színházban. 1960 és 1968 között a Képes Újság, 1968 és 1975 között a Pajtás, 1975-től 1977-ig a Magyar Horgász, 1977-től 1980-ig pedig a Népszava munkatársa volt.
A művei: regények, novellák, drámák. Több író művéből készített rádió- és tévéjátékokat. Írásait előbb a pécsi Sorsunk c. folyóiratban, majd a Délszigetben, a Magyarokban és a Válaszban publikálta. A Szerencsétlen emberek (1947) című művéért megkapta a Baumgarten-jutalmat. Főként kortárs angol és német szerzőket fordította magyarra.
Sírhelye a Farkasréti temetőben található, ezt a Nemzeti Emlékhely és Kegyeleti Bizottság 2002-ben védetté nyilvánította.
Írói tevékenysége mellett amatőr fényképész is volt. Számos esetben örökített meg a jövő számára kortárs írókat, színészeket és ismert művészeket.

## Elismerések
- Baumgarten-jutalom (1947)
- Szocialista Kultúráért (1951)
- a Művészeti Alap Irodalmi Díja (1983)

## Főbb művei
- Keleti front. Elbeszélés. (Bp., 1942)
- Csönge Dénes. Novella. (Délsziget, 1947)
- Szerencsétlen emberek. Novellák. (A Batsányi Társaság Könyvtára. Szépirodalmi sorozat. 3. Pécs, 1947)
- Elsüllyedt ország. Regény. (Bp., 1949)
- 650 százalék. (Felfelé ível az út. Ifjúságunk élete irodalmunkban. Szerk. Mikó Zoltán. Bp., 1950)
- Bányászbecsület. Színmű. (Színjátszók könyvtára. 12. Bp., 1952)
- Így épül a Sztálin Vasmű. Riport. (Bp., 1952)
- Dajka Máté csatája. Elbeszélés. (Bányászok kiskönyvtára. Bp., 1952)
- Egy őrsön történt. Kisregény. Zádor István rajzaival. (Bp., 1953)
- A nép tudósa. Színmű. (Bp., 1954)
- A darányi legény. Elbeszélés. (Csillag, 1955)
- Hollós vitéz. Történelmi regény Hunyadi Jánosról. Ill. Domján József. (1–2. kiad. Bp., 1957)
- A fekete lovag. Történelmi regény. Ill. Szőnyi Gyula. (Bp., 1959; 2. kiad. 1964; 3. kiad. 1976)
- Egy réges-régi február története. (Regél a hősök könyve. Elbeszélések. Szerk. Hámori Ottó. Bp., 1961)
- Pepito. Ifjúsági regény. Ill. Szőnyi Gyula. (Bp., 1961; 2. kiad. 1976; bolgárul: Szófia, 1964)
- Hét vércsepp. Elbeszélések. (Bp., 1962)
- Hét tenger vándora. Jetting Károly, a „pozsonyi Robinson” kalandjai. Életrajzi regény az ifjúság számára. Ill. Győry Miklós. (Bp., 1964; lengyelül: Warszawa, 1969; szlovákul: Bratislava, 1972)
- A kék hegyek kapitánya. Zrínyi Miklós életének regénye. (Bp., 1966; 2. kiad. 1967; 3. kiad. 1974)
- A király árnyéka. Történelmi regény. A fekete lovag c. műve folytatása. Ill. Würtz Ádám. (Bp., 1968)
- Aranyhorda. Történelmi regény IV. Béla korából. Ill. Kolozsváry György. (Bp., 1968; 2. kiad. 1972)
- A napisten fiai. Történelmi regény az Inka Birodalomról. Ill. Győry Miklós. (Bp., 1969)
- Oroszlán és gödölye. Történelmi regény Budai Nagy Antalról. (Bp., 1970)
- Hét tenger vándora. Jetting Károly kalandjai öt világrészben. Életrajzi regény az ifjúság számára. Benkő Sándor rajzaival. (Delfin Könyvek. 2. átd. kiad. Bp., 1972)
- A viharmadár. Mozaikok Petőfi Sándor életéből. (Bp., 1972)
- Pepito. Ifjúsági regény. Ill. Kiss Gusztáv. (2. kiad. Bp., 1976)
- A mánfai legény. Regény. (Határőrök Kiskönyvtára. Bp., 1977)
- Az égig érő vár. Kőszeg, 1532. Történelmi regény Jurisich Miklósról és a kőszegi vár védőiről. (Bp., 1982)
- Hét tenger vándora. Jetting Károly, a „pozsonyi Robinson” kalandjai. Életrajzi regény az ifjúság számára. Ill. Fazekas Attila. (Magyar Ifjúsági Remekírók. 19. 3. kiad. Bp., 2003)
- A második honalapító. Hunyady József tollából; Studium Plusz, Bp., 2013 (Magyar históriák)

## Színművei
- Bányászbecsület. Színmű 1 felvonásban, két képben. (Bem.: Belvárosi Színház, 1951. ápr. 19.)
- Vetélytársak. Színmű. (Bem.: Állami Déryné Színház, Tájelőadás, Mátraháza, 1952. dec. 22. és Szegedi Nemzeti Színház, 1953. márc. 21.)
- Galambos korsó. Zenés játék. (Bem.: Állami Déryné Színház, 1958. márc. 31.)

## Műfordításai
- Shaw, G. B.: Lord Augustus. Szatirikus komédia 1 felvonásban. Ford. (Rádiószínház. Bp., 1957)
- Müller, Horst: Jelek a Holdról. Fantasztikus regény. Ford. (Bp., 1961)
- Zinner, Hedda: Egy kis bécsi kávéház. Színmű. Ford. H. J. A rendezői utószót írta Hertay Jenő. (Játékszín. 40. Bp., 1961).